# Maarten Mostert
Maarten Mostert is een Nederlands cellist.

## Biografische schets
Mostert studeerde cello bij Elias Arizcuren en Anner Bijlsma aan het Sweelinck Conservatorium in Amsterdam. Na zijn afstuderen stuurde hij verder bij Dmitri Ferschtman en de kamermuziekklas van het Amadeus Quartet aan de conservatorium in Keulen.
Mostert speelde in diverse ensembles waaronder het Demian Quintet en gaf les op festivals in binnen- en buitenland. Hij was betrokken bij de oprichting van kamerorkest Nieuw Sinfonietta Amsterdam, waarvan hij vijftien jaar lang jaar artistiek coördinator was. Hij is nog steeds cellist in dit orkest. Mostert was ook initiator en artistiek leider van de Amsterdamse Cello Biënnale en van 2011 tot 2014 artistiek leider van het Orlando Festival. Hij is tevens hoofdvakdocent cello aan het Conservatorium van Amsterdam.
Tijdens de slotavond van de zevende Cello Biënnale Amsterdam in 2018 werd Maarten Mostert geridderd tot Officier in de Orde van Oranje-Nassau.